# Автокоманда
Автокоманда (серб. Аутокоманда) — міська громада (нейборгуд) столиці Сербії Белграда. Розташована на перетині трьох белградських общин — Вождовац, Савскі-Венац та Врачар.

## Положення
Розташована приблизно на 1,5 км південніше центральної частини Белграда. Межує з громадами Неймар та Караджорджев парк (на півночі), Душановац (на сході), общиною Вождовац (на півдні) та громадами Стадіон і Дедіньє (на заході).

## Історія
На території сучасної Автокоманди були знайдені артефакти, що належали кельтському племені скордисків, які були засновниками давнього міста Сінгідун — прямого попередника Белграда.
У міжвоєнні часи на Автокоманді знаходилися моторизовані частини Королівської югославської армії, через що громада отримала свою назву. Артилерійські частини знаходилися в Топовських Шупах, де незадовго після завершення нацистської окупації Югославії був облаштований концентраційний табір. Протягом серпня—жовтня 1941 до Топовських Шуп було відправлено більш ніж 5 тисяч представників єврейської та циганської національностей з Белграду та Банату, після чого їх було знищено на території Кумодражу, Бежанії, Яїнців та Сайміште.

## Транспортна розв'язка

Автокоманда (розв'язка)

Головною особливістю громади є велика транспортна розв'язка — одна з двох у старій частині Белграду (інша знаходиться в Мостарі). Розташована на трасі A1 (Хоргош — Ниш); проходить через міську "тканину", що й досі викликає суперечки серед фахівців; початково в цьому місці планувалася швидкісна міжміська траса Бежанія — Автокоманда. Зведення розв'язки почалося в 1967, завершено у 1974.
Жорстка дискусія між мером Белграда Ненадом Богдановичем та групою архітекторів від попередньої міської влади стосовно розв'язок у Мостарі й Автокоманди в тому числі резюмована мером у жовтні 2006 — він їх назвав "найгіршими" та "єдиними у світі розв'язками з наявними на них світлофорами". З протилежної сторони відповіли, що за початковим планом на території Автокоманди має бути нова головна залізнична станція Белграду, деякі секції вже побудовані як тимчасові; не зважаючи на розташування на автотрасі, вона, за твердженнями архітекторів, не впливатиме на рух автомобілів. Тим не менш проект станції був направлений до громади Прокоп, тимчасовий варіант станції зберігався до вересня—листопада 2007, коли була побудована права бічна рампа.
У вересні 2006 почалася велика реконструкція розв'язки з тотальним оновленням усіх її петель. Важливість Автокоманди для міського транспортного трафіку стала очевидною, коли її частково перекрили, після чого трафік був порушений по всьому місту. Реконструкція була завершена навесні 2007.

## Характеристики
На частині території Автокоманди, що знаходиться в общині Вождовац, розташовуються великі ангари моторизованих частин колишньої югославської армії. Через це громада отримала свою сучасну назву. Довгий час вони не використовувалися за своїм призначенням, проте були реконструйовані. Ця територія включно із залізничним переходом та районом площі Визволення й однойменної вулиці використовується здебільшого для ведення торгівлі. Неподалік розташовані футбольні стадіони клубів "Партизан" та "Црвена Звезда". Населення громади складає 12 167 осіб (станом на 2002).
На захід Автокоманда простягається до автотраси Белград — Ниш, на схід — до Мостарської Петлі, общини Новий Белград і далі до автотраси Белград — Загреб.
У 1936 був зведений бронзовий монумент французькому генералу Луї Франше д'Еспере, який командував Салоніцьким фронтом під час Першої світової війни у 1918. Автор — югославський та сербський скульптор Рісто Стійович. Частина автошляху від Мостара до Автокоманди офіційно названа на честь генерала д'Еспере.

## Проекти

### Автостанція "Південь"
Генеральний план Белграду у 1971 передбачав зведення трьох нових автостанцій. Вони мали взяти на себе роль головної автостанції, розташованої в центрі міста, яку на той момент планували зачинити. Вони отримали назви "Захід" (Нові-Београд), "Північ" (громада Віліне Воде) та "Південь" (Автокоманда). У 1985 генеральний план був виправлений, він також передбачав зведення трьох автостанцій, проте на практиці жодну так і не збудували. У 2003 розроблено новий генеральний план, який передбачав лише одну автостанцію ("Захід"), яка в результаті стала центральною.

### Шопінг-центрDelta Planet
У 2005 сербський бізнес-магнат Мірослав Мішкович, один з найбагатших сербів та власник холдингової компанії Delta Holding, анонсував будівництво шопінг-центру Delta Planet та два 40-поверхових бізнес-центри. Ці плани широко обговорювалися; в цей час міська влада навмисно скасувала проект станції, щоби дозволити магнатові придбати землі, на яких вона мала знаходитися.
У 2007, згідно з новими планами, висота бізнес-центрів зменшувалася до 20 поверхів, оскільки заплановані об'єкти були визнані "непомірно великими". Також було роз'яснено, що положення цих об'єктів ускладнить рух автотрасою, що негативно позначиться на роботі автостанції. У 2008 Мішкович продав цю землю бізнесмену Петару Матічу, який у 2010 повернув її місту. Частина її була викуплена Мішковичем у 2011. У 2015 він придбав також компанію "Autokomanda", а у квітні 2019 — іншу частину земель, повернутих Матічем, що залишалися у власності міста. Таким чином, він став власником частини Автокоманди, маючи у розпорядженні 3,3 га земель. На новопридбаних землях він мав збудувати 22-метрову будівлю та 75-метровий бізнес-центр. Станом на квітень 2019 жодних робіт стосовно будівництва гіпермаркету або торгівельного комплексу так і не почалося.
У березні 2021 Delta Holding анонсувала зміну концепції колишнього концентраційного табору та прилеглої території. Об'єкти на Топовських Шупах, що залишилися, мають бути сформованими в меморіальний комплекс. Замість гіпермаркету планується звести міський бізнес-район з торгівельною, діловою та житловою частинами, а також із великою кількістю зелених насаджень.